# ヴァルター・フォン・ビューロウ＝ボートカンプ
ヴァルター・フォン・ビューロウ＝ボーテカンプ（Walter von Bülow-Bothkamp、1894年 4月24日 - 1918年 1月6日）は、第一次世界大戦で28機を撃墜したドイツのエース・パイロットの貴族である。プール・ル・メリット勲章、戦功聖人ハインリヒ勲章と鉄十字勲章の叙勲者である。

## 初期の履歴
ヴァルター・フォン・ビューロウ＝ボーテカンプは現在のドイツ、シュレースヴィヒ＝ホルシュタイン州のエッカーンフェルデの一部であるボルビー（Borby）で生まれた。ヴァルターは家族の2番目の息子で、下に2人の弟ができることになった。4人兄弟の全員が第一次世界大戦に従軍し、3人が戦死した。
ヴァルターは1912年にシュレースヴィヒ＝ホルシュタイン州、プレーンのバカロレア高校を卒業した後に6カ月間英国とスイスを旅し、この「遍歴時代（Wanderjahr）」の後で腰を据えてハイデルベルク大学で法律を学んだ。ヴァルターはそこで友愛倶楽部にも所属した。
1914年8月にヴァルターと弟のコンラート（Conrad）は、第17ブラウンシュバイク・フザーレン連隊（Braunschweige Hussars Regiment 17、トーテンコップ・フザーレン）に入隊した。1915年1月にヴァルターは部隊と共に南アルザスの前線に赴き、この期間中に二級鉄十字章を授与された。

## 初期の飛行任務
ヴァルター・フォン・ビューロウ＝ボーテカンプは1915年4月に少尉に任ぜられ、ドイツ帝国陸軍航空隊のパイロット訓練に志願した。弟のコンラートと共にヴァルターは1915年4月15日から9月15日までハノーファーの第5補充師団で訓練を受けた。
ヴァルターは当初、空中偵察／観測のために組織された飛行隊である第22飛行分遣隊（Flieger-Abteilung 22：FA 22）に配属され、西部戦線の砲兵隊の指揮下に入った。ヴァルターは複座の観測機に搭乗していたが1915年10月10日と11日に連続して複座の敵機を撃墜し、1916年3月14日までFA 22に在籍した。
第300飛行分遣隊（FA 300）に異動すると中東地域に於いてドイツ帝国の同盟国のオスマン帝国支援のために偵察任務を続けた。ヴァルターはパレスチナ戦線で飛行し、1916年6月13日に負傷した。エルサレムの病院から家に届いた手紙の中で肩の怪我について大学時代の決闘で負った傷程度の取るに足らないものであると冗談めかしていた。
7月1日に退院するとヴァルターはエル＝アリーシュ近郊で更に2機と未確認の5機目となる敵機を撃墜し、この戦域での活動の間に一級鉄十字章も授与された。
その勇敢さと攻撃性によりヴァルターは戦闘機部隊に異動となり1916年12月7日にFA 300を離れプロイセンの戦闘機部隊の第18戦闘飛行中隊（Jagdgstaffel 18：Jasta 18）に転属した。

## 戦闘機任務

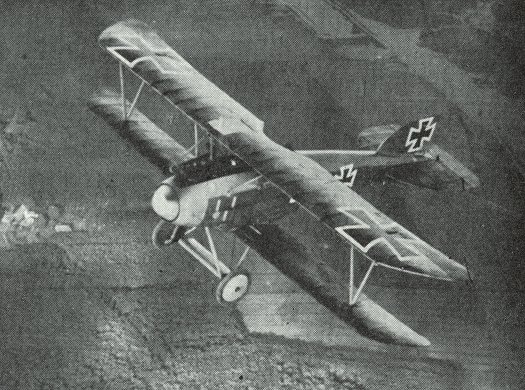
アルバトロス D.III

ビューロウ＝ボーテカンプはアルバトロス D.IIIに搭乗して1917年1月23日に2機を、翌日に更に1機を撃墜し自身と第18戦闘飛行中隊の戦果の幕開けを飾った。
4月7日にドイツのエース・パイロットを表す「ユーバーカノーネ（Überkanone、大口径砲）」となる10機目を撃墜した。5月13日に総撃墜数13機で第18戦闘飛行中隊から転属していった。

## 指揮官への任命
ビューロウ＝ボーテカンプは第36戦闘飛行中隊（Jagdgstaffel 36：Jasta 36）の指揮官に任命されて直ぐの1917年5月21日にブーヴァンクールでフランスの観測気球を2基撃墜した。臀部に負った怪我のお陰で暫くの間は戦果とは縁が無かったが、7月6日から12月2日まで徐々に撃墜数を伸ばしていった。この躍進中の10月8日に21機撃墜の功でプロイセン王国とドイツ帝国の双方で最も権威ある勲章のプール・ル・メリット勲章を授与された。
12月2日にビューロウ＝ボーテカンプは、第20飛行隊（No 20 Squadron）の24機撃墜のエース・パイロットのハロルド・ラックフォード（Harold Luchford）少尉が搭乗するブリストル戦闘機を撃墜し、ラックフォードは戦死した。これがビューロウ＝ボーテカンプの28機目で最後の撃墜記録となった。
12月13日にビューロウ＝ボーテカンプはオスヴァルト・ベールケの古巣でより有名な部隊の第2戦闘飛行中隊（Jagdgstaffel 2：Jasta 2）の指揮官に異動した。
1918年1月6日にヴァルター・フォン・ビューロウ＝ボーテカンプは、イーペル近郊で僚機とともにイギリス陸軍航空隊（RFC）の第23と第70飛行隊との格闘戦に突入したが、この戦いを生き残ることはできなかった。ビューロウ＝ボーテカンプの撃墜者としてRFCのエース・パイロットのフランク・G・クウィグリー大尉とウィリアム・F・フライ（William M. Fry）大尉の名が挙がっている。
ヴァルターは、1914年に戦死した長兄のフリードリヒが入っている一家の城の墓地に埋葬され、ヴァルターと同じ年に弟のコンラートもそこに仲間入りした。